# Liste des députés de la 29e législature irlandaise

Cet article liste les députés (Teachta Dála) de la 29e législature irlandaise (Dáil Éireann), de 2002 à 2007.

## Coalition gouvernementale

### Fianna Fáil
- Bertie Ahern
- Dermot Ahern
- Michael Ahern
- Noel Ahern
- Barry Andrews
- Seán Ardagh
- Liam Aylward
- Johnny Brady
- Martin Brady
- Séamus Brennan
- John Browne
- Joe Callanan
- Ivor Callely
- Pat Carey
- John Carty
- Donie Cassidy
- Michael J. Collins
- Mary Coughlan
- Brian Cowen
- John Cregan
- Martin Cullen
- John Curran
- Noel Davern
- Síle de Valera
- Noel Dempsey
- Tony Dempsey
- John Dennehy
- Jimmy Devins
- John Ellis
- Frank Fahey
- Michael Finneran
- Dermot Fitzpatrick
- Seán Fleming
- Beverley Flynn
- Pat the Cope Gallagher
- Jim Glennon
- Mary Hanafin
- Seán Haughey
- Máire Hoctor
- Joe Jacob
- Cecilia Keaveney
- Billy Kelleher
- Peter Kelly
- Tony Killeen
- Séamus Kirk
- Tom Kitt
- Brian Lenihan, Jnr
- Conor Lenihan
- Micheál Martin
- Charlie McCreevy
- Jim McDaid
- Tom McEllistrim
- John McGuinness
- John Moloney
- Donal Moynihan
- Michael Moynihan
- Michael Mulcahy
- M. J. Nolan
- Éamon Ó Cuív
- Charlie O'Connor
- Willie O'Dea
- John O'Donoghue
- Denis O'Donovan
- Seán Ó Fearghaíl
- Noel O'Flynn
- Rory O'Hanlon
- Batt O'Keeffe
- Ned O'Keeffe
- Peter Power
- Seán Power
- Dick Roche
- Eoin Ryan, Jnr
- Brendan Smith
- Michael Smith
- Noel Treacy
- Dan Wallace
- Mary Wallace
- Joe Walsh
- Ollie Wilkinson
- Michael Woods
- G. V. Wright

### Démocrates progressistes
- Noel Grealish
- Mary Harney
- Michael McDowell
- Liz O'Donnell
- Fiona O'Malley
- Tim O'Malley
- Tom Parlon
- Mae Sexton

## Opposition

### Fine Gael
- Bernard Allen
- Pat Breen
- John Bruton
- Richard Bruton
- Paul Connaughton, Snr
- Simon Coveney
- Seymour Crawford
- John Deasy
- Jimmy Deenihan
- Bernard Durkan
- Damien English
- Olwyn Enright
- Tom Hayes
- Phil Hogan
- Paul Kehoe
- Enda Kenny
- Pádraic McCormack
- Dinny McGinley
- Paul McGrath
- Gay Mitchell
- Olivia Mitchell
- Gerard Murphy (en)
- Dan Neville
- Denis Naughten
- Michael Noonan
- Fergus O'Dowd
- Jim O'Keeffe
- John Perry
- Michael Ring
- David Stanton
- Billy Timmins

### Parti travailliste
- Tommy Broughan
- Joan Burton
- Joe Costello
- Breeda Moynihan-Cronin
- Eamon Gilmore
- Michael D. Higgins
- Brendan Howlin
- Kathleen Lynch
- Liz McManus
- Brian O'Shea
- Jan O'Sullivan
- Willie Penrose
- Ruairi Quinn
- Pat Rabbitte
- Seán Ryan
- Joe Sherlock
- Róisín Shortall
- Emmet Stagg
- Mary Upton
- Jack Wall

### Parti vert
- Dan Boyle
- Ciarán Cuffe
- Paul Gogarty
- John Gormley
- Eamon Ryan
- Trevor Sargent

### Sinn Féin
- Seán Crowe
- Martin Ferris
- Arthur Morgan
- Caoimhghín Ó Caoláin
- Aengus Ó Snodaigh

### Parti socialiste
- Joe Higgins

### Indépendants
- Niall Blaney
- James Breen
- Paudge Connolly
- Jerry Cowley
- Mildred Fox
- Tony Gregory
- Marian Harkin
- Séamus Healy
- Michael Lowry
- Finian McGrath
- Paddy McHugh
- Jackie Healy-Rae
- Liam Twomey